# Black Tide
Black Tide är ett amerikanskt heavy metal-band från Miami, Florida. Det bildades 2004 under namnet Radio. Bandet bytte namn till Black Tide 2007 och är nu skrivet till Interscope Records. Bandets nuvarande uppsättning består av Gabriel Garcia (sång och gitarr), Austin Diaz (gitarr), Zachary Sandler (bas och sång) och Steven Spence (trummor). De gav ut sitt debutalbum Light from Above år 2008, där bland annat den välkända låten "Warriors of Time" ingår. "Warriors of Time" finns även med i TV-spelet NHL 09. Deras andra album, Post Mortem, gavs ut 2011.

## Medlemmar
Nuvarande medlemmar
- Gabriel Garcia – sång, sologitarr (2007– ), basgitarr (2013– )
- Austin "Panix" Diaz – rytmgitarr, bakgrundssång (2008– )
- Cody Paige – trummor (2014– )

Tidigare medlemmar
- Raul Garcia – trummor (2004-2006) (i bandet "Radio")
- Alex Nuñez – rytmgitarr, bakgrundssång (2004–2007 i "Radio", 2007–2008)
- Zachary "Zakk" Sandler – basgitarr (2004–2007 i "Radio", 2007–2013)
- Steven Spence – trummor (2006–2007 i "Radio", 2007–2013)
- Tim D'Onofrio – trummor (2013–2014)
- Ronny Gutierrez – basgitarr (2014)

## Diskografi
Studioalbum
- 2008 – Light from Above
- 2011 – Post Mortem
- 2015 – Chasing Shadows

EP
- 2011 – Al Cielo EP
- 2012 – Just Another Drug
- 2013 – Bite the Bullet

Singlar
- 2007 – "Shockwave"
- 2007 – "Black Tide"
- 2008 – "Road Warrior"
- 2008 – "Shout"
- 2010 – "Bury Me"
- 2010 – "Honest Eyes"
- 2011 – "Walking Dead Man"
- 2011 – "That Fire"